# Deutsche Konsum
Die Deutsche Konsum REIT-AG („DKR“) ist ein börsennotiertes deutsches Immobilienunternehmen mit Geschäftssitz in Potsdam. Registriert ist die DKR beim Amtsgericht Rostock mit Unternehmenssitz in Broderstorf (Mecklenburg-Vorpommern). Es ist Eigentümerin von derzeit 163 Immobilien in Deutschland mit einem Bilanzwert von rund 877 Millionen Euro und einer Jahresmiete von rund 70 Millionen Euro. Die Bilanzsumme des Unternehmens beträgt aktuell rund 901 Millionen Euro (Stand: 31. März 2025).

## Unternehmensstrategie
Gegründet wurde die Gesellschaft zunächst als Stafford Grundbesitz GmbH im Oktober 2008 und nahm ihre operative Geschäftstätigkeit unter der Firma Deutsche Konsum Grundbesitz AG im Jahr 2014 auf. Unternehmensgegenstand sind Erwerb und Bewirtschaftung von Immobilien mit dem Fokus auf lebensmittelgeankerte Einzelhandelsgeschäfte, die Waren und Dienstleistungen des täglichen Bedarfs anbieten. Somit sind in der Mieterschaft die wesentlichen bekannten und großen deutschen Einzelhandelsketten vertreten.

### Börsenlisting in 2015
Das Börsenlisting an der Börse Berlin erfolgte im Dezember 2015. Seit Januar 2016 besitzt die Gesellschaft den Status eines REIT. Zudem ist die Aktie der Deutsche Konsum REIT-AG seit März 2017 im Prime Standard der Deutschen Börse.

### Zweitlisting an der Börse Johannesburg
Am 22. Februar 2021 meldete die Gesellschaft, dass sie die Zulassung für ein Zweitlisting an der Johannesburg Stock Exchange ("JSE") erhalten hat. Das Zweitlisting und die Handelsaufnahme der DKR-Aktie an der JSE erfolgte am 8. März 2021. Damit ist die DKR der erste deutsche REIT mit einem Zweitlisting in Südafrika. Ziel des Zweitlistings ist der Verbreiterung der Investorenbasis sowie die Verbesserung des Handelsvolumens der DKR-Aktie.

## Sponsoring
Von der Saison 2017/2018 bis zur Saison 2023/2024 war die DKR Sponsor der Nachwuchsabteilungen des F.C. Hansa Rostock.